# Фірас
Фірас або Тирас (івр. תירס, Тірас ) — сьомий та наймолодший син Яфета, онук Ноя.
За Йосипом Флавієм був родоначальником фракійців (Юдейські старожитності Кн.1, гл.6:1)., союзу племен, локалізованого на південно-західному узбережжі Чорного моря (Болгарія, Румунія, Молдавія, північно-східна Греція, європейська та північно-західна частина азійської Туреччини, східна Сербія та частина Македонії).
Ованес Драсханакертци та деякі інші вірменські історики ставлять Фіраса на місце Гомера (першого сина Яфета), стверджуючи що саме від нього пішли роду Ріфата, Аскеназа та Тоґарми. Інший вірменський історик Мовсес Хоренаці поміщає Фіраса в генеалогічному ланцюжку між Гомером і Тоґармой. Відмінність від класичної біблійної версії вони пояснюють певною неуважністю давніх євреїв відносно стародавньої генеалогії роду Яфета. 
Американський письменник-фантаст Айзек Азімов ототожнює нащадків Фіраса з етрусками, яких греки називали «тірсена».
Греки Тірас називали Дністер, звідси Тирасполь.